# Eisenbahnunfall von Fabrica
Bei dem Eisenbahnunfall von Fabrica am 2. September 1954 entgleiste ein Güterzug in der Nähe des Ortes Fabrica im Norden der Insel Negros auf den Philippinen und brachte eine Brücke zum Einsturz. 82 Menschen starben.

## Ausgangslage
Ein Zug der Insular Lumber Company, der aus 23 Flachwagen bestand, auf denen Baumstämme geladen und festgekettet waren, fuhr auf einer steil abfallenden Strecke zu Tal. Auf den Güterwagen fuhren auch etwa 100 Passagiere mit, überwiegend Arbeiter der Insular Lumber Company und deren Familienangehörige.

## Unfallhergang
Einem Bericht im Sydney Morning Herald zufolge lösten sich 16 Güterwagen vom Zug, und um zu verhindern – was letztendlich misslang –, dass diese Wagen auf den Zug aufträfen, beschleunigte der Lokomotivführer seinen Zug erheblich. Die Wagen fuhren auf den Zug auf, als dieser eine hölzerne Brücke querte. Die Brücke stürzte ein, einige Wagen entgleisten und fünf Wagen fielen in eine über 30 Meter tiefe Schlucht. Einige der Ketten, mit denen die Baumstämme auf den Wagen arretiert waren, rissen. Wegrollende Baumstämme verletzten oder töteten Menschen. Viele der Überlebenden waren verletzt.

## Quelle
- NN: 82 Killed In Runaway Mountain-train Crash. In: The Sydney Morning Herald v. 4. September 1954, S. 1.

Koordinaten: 10° 53′ 26,2″ N, 123° 21′ 19,2″ O